# Mouche (série télévisée)
Pour les articles homonymes, voir Mouche (homonymie).
 (juin 2019).
Mouche est une série télévisée française en six épisodes d'environ 27 minutes adaptée de la série britannique à succès Fleabag créée et jouée par Phoebe Waller-Bridge. Cette série française est réalisée par Jeanne Herry et diffusée les 3 et 10 juin 2019 sur Canal+,.

## Synopsis
La série raconte la vie d'une femme d'une trentaine d'années. Parisienne, elle a perdu sa meilleure amie et cherche à remettre de l'ordre dans sa vie professionnelle et sentimentale.

## Fiche technique
- Réalisation : Jeanne Herry
- 1er assistant réalisation : Haiga Jappain
- 2e assistant réalisation : Charlyne Liquito
- Image : Axel Cosnefroy
- Montage : Jean-Baptiste Morin, Francis Vesin
- Costumes : Éléonore Cecconi
- Date de diffusion : 3 juin 2019 sur Canal+

## Distribution
- Camille Cottin : Mouche
- Anne Dorval : Marraine
- Pierre Deladonchamps : Adrien
- Benjamin Lavernhe : Dents de castor
- Suliane Brahim : Louise
- Stanley Weber : Trou de balle
- Salim Kechiouche : Jules
- Didier Flamand : Papa
- India Hair : Nini
- Youssef Hajdi : Conseiller bancaire
- Élodie Bouchez : Vendeuse sex-shop
- Jade Phan-Gia : Réceptionniste